# 5651 (année hébraïque)
5651 (hébreu : ה'תרנ"א , abbr. : תרנ"א) est une année hébraïque qui a commencé à la veille au soir du 15 septembre 1890 et s'est finie le 2 octobre 1891. Cette année a compté 383 jours. Ce fut une année embolismique dans le cycle métonique, avec deux mois de Adar - Adar I et Adar II. Ce fut la seconde année depuis la dernière année de chemitta.

## Calendrier
Ce calendrier hébraïque de l'année 5651 donne les correspondances avec les dates du calendrier grégorien.
Le premier nombre dans chaque case correspond au jour du mois hébraïque. Les jours en couleurs sont des jours remarquables juifs .
| ◄◄ | 5651 | ►► |

## Naissances
- Avigdor Hameiri
- Rachel Blaustein

## Décès
- Samuel Joseph Fuenn
- Heinrich Graetz

5646 - 5647 - 5648 - 5649 - 5650 - 5651 - 5652 - 5653 - 5654 - 5655 - 5656